# Obila chama
Obila chama är en fjärilsart som beskrevs av William Schaus 1901. Obila chama ingår i släktet Obila och familjen mätare. Inga underarter finns listade i Catalogue of Life.